# Byk (astrologia)

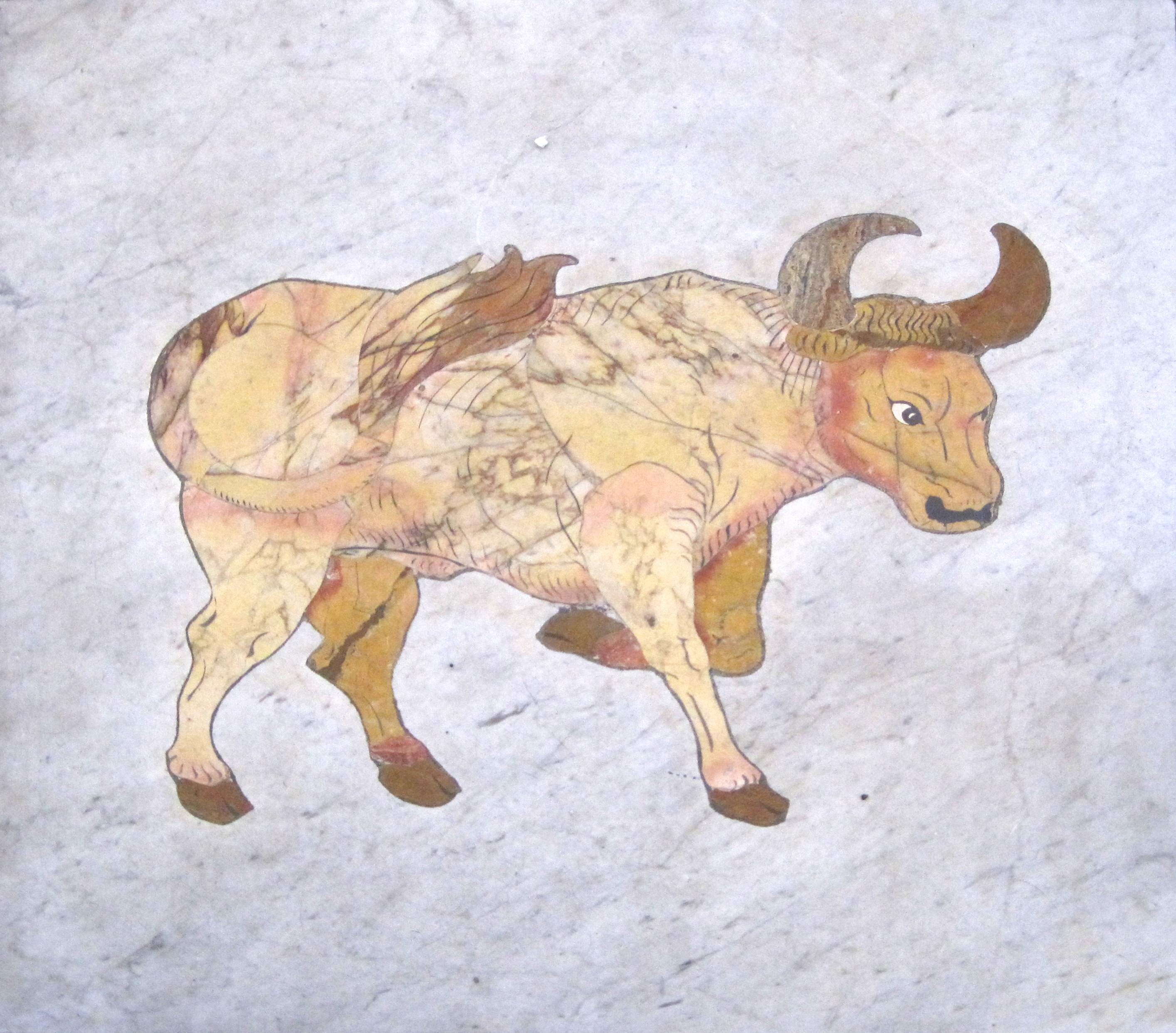
Byk – mozaika z marmuru w bazylice Matki Bożej Anielskiej i Męczenników w Rzymie (Francesco Bianchini, 1702)

Byk (♉) (łac. Taurus) – drugi astrologiczny znak zodiaku. Przypisuje się go urodzonym w czasie obserwowania Słońca w tym znaku, to znaczy na odcinku ekliptyki pomiędzy 30° a 60° długości ekliptycznej. Wypada to między 19/20 kwietnia a 20/21 maja – dokładne ramy czasowe zależą od rocznika. Czasem przyjmuje się umowne granice – według Evangeline Adams (1868–1932) był to okres między 21 kwietnia a 22 maja
Znak Byka przypisuje się również osobom urodzonym w trakcie wschodzenia tego znaku.